# OVO Sound
OVO (October's Very Own) Sound est un label discographique canadien, basé à Toronto, en Ontario, fondé en 2012 par le rappeur Drake, Noah « 40 » Shebib, Oliver El-Khatib. OVO Sound compte Drake, des producteurs affiliés comme 40, Boi-1da, T-Minus, Mike Zombie, Nineteen85, et des artistes comme PartyNextDoor, Majid Jordan, OB O'Brien, Roy Woods, dvsn ou encore Baka Not Nice plus récemment. Le label est actuellement distribué par Warner Bros. Records.

## Histoire
Lancées en 2006, les premières mixtapes de Drake comme Room For Improvement et Comeback Season sont publiées au label non-officiel October's Very Own, originellement non signé. Le label est officiellement fondé en 2012 par Drake et Noah « 40 » Shebib. Selon le magazine Billboard, Drake signe brièvement un partenariat de distribution avec Warner Bros. Records. D'une manière similaire à la signature de Rick Ross en solo chez Epic Records et ses artistes sur le label Maybach Music Group chez Atlantic Records, Drake reste signé en solo chez Republic Records via Young Money/Cash Money, mais les artistes qu'il signe à OVO Sound seront distribués par Warner Bros. Records,.
Après le lancement du label en 2012, Drake et 40 signent leurs collaborateurs Boi-1da, T-Minus, puis Mike Zombie au label en tant que producteurs affiliés. En fin avril 2013, il est annoncé que Drake est prêt à négocier la signature de PartyNextDoor, qu'il finira par révéler un peu plus tard. En août 2013, Drake annonce la signature du duo de Toronto Majid Jordan à OVO Sound. En 2014, Drake signe ILoveMakonnen à OVO Sound, et publie son remix de Tuesday avec Makonnen. Le 27 juin 2017, Baka Not Nice signe chez OVO Sound et devient donc le dernier artiste à avoir rejoint le label.

## OVO Fest
OVO Fest est un concert annuel organisé au Molson Canadian Amphitheatre par Drake à Toronto, lancé le 2 août 2009. Il se déroule pendant le weekend du Festival Caribana de Toronto. OVO Fest est popularise pour les nombreux adhérents que Drake réussit à faire venir à Toronto. L'OVO Fest organisé le 2 août 2010 fait participer Rick Ross, Bun B, Young Jeezy, Fabolous, Kardinal Offishall, Eminem, et Jay-Z. Le deuxième OVO Fest organisé en 2011 fait participer The Weeknd, Rick Ross, J. Cole, Lil Wayne, Nas, et Stevie Wonder. La troisième édition de l'OVO Fest organisée le 5 août 2012 fait participer Nicki Minaj, 2 Chainz, The Weeknd, ASAP Rocky, French Montana, Waka Flocka Flame, Rick Ross, et Snoop Dogg.
La quatrième édition de l'OVO Fest est organisée au Molson Amplitheatre de Toronto les 4 et 5 août 2013. L'événement fait notamment participer Frank Ocean, James Blake et Wale,. Frank Ocean souffrira cependant des cordes vocales et ne pourra pas apparaître sur scène. Les autres invités de l'OVO Fest 2013 incluent The Weeknd, Big Sean, J. Cole, French Montana, Ma$e, ASAP Rocky, TLC, Lil Wayne et l'invité surprise Kanye West,. Le cinquième OVO Fest fait participer Lauryn Hill, J. Cole, YG, Trey Songz, 50 Cent, G-Unit, Bun B, Tinashe, PartyNextDoor, OB Brien, Majid Jordan, DJ Khaled, OutKast et Usher. Le sixième OVO Fest se déroule le 2 août 2015. Il fait notamment participer Future, Pharrell Williams, MC Skepta, Kanye West, et Krept and Konan.

## Artistes

### Artistes actuels
- Drake
- PARTYNEXTDOOR (depuis 2013)
- Majid Jordan (en) (depuis 2013)
- OB O'Brien (depuis 2014)
- Roy Woods (depuis 2015)
- Dvsn (en) (Nineteen85 depuis 2013, Daniel Daley depuis 2016)
- Baka Not Nice (depuis 2017)
- Smiley (depuis 2021)
- Naomi Sharon (depuis 2022)
- 4Batz (depuis 2024)

### Anciens artistes
- iLoveMakonnen (2014-2016)
- Plaza (2017-2021)
- Popcaan (2020-2023)

### Producteurs affiliés
- Noah « 40 » Shebib
- Boi-1da[14] (depuis 2012)
- T-Minus[15] (depuis 2012)
- Mike Zombie[16],[17],[18] (depuis 2013)
- Nineteen85 (depuis 2013)
- Future the Prince[19] (depuis 2015)
- Daxz (depuis 2015)
- Maneesh Bidaye (depuis 2016)
- Stwo (depuis 2016)

## Discographie

### Albums studio
- 2013 : Drake – Nothing Was the Same
- 2014 : PARTYNEXTDOOR - PARTYNEXTDOOR TWO
- 2016 : Majid Jordan – Majid Jordan
- 2016 : dvsn - SEPT. 5TH
- 2016 : Drake - Views[20]
- 2016 : Roy Wood$ - Waking At Dawn
- 2016 : PARTYNEXTDOOR - PARTYNEXTDOOR 3 (P3)
- 2017 : Majid Jordan - The Space Between
- 2018 : Drake - Scorpion
- 2020 : PARTYNEXTDOOR - Partymobile
- 2021 : Drake - Certified Lover Boy
- 2022 : Drake - Honestly, Nevermind

### Mixtapes
- 2013 : PARTYNEXTDOOR – PARTYNEXTDOOR
- 2015 : Drake – If You're Reading This It's Too Late
- 2015 : Drake & Future – What A Time To Be Alive
- 2015 : iLoveMakonnen - Drink More Water 5
- 2017 : OVO firm – More Life

### EPs
- 2014 : Majid Jordan – A Place Like This
- 2014 : PartyNextDoor – PNDColours
- 2014 : ILoveMakonnen – ILoveMakonnen
- 2015 : Roy Wood$ – Exis
- 2015 : ILoveMakonnen – I Love Makonnen 2
- 2016 : Roy Wood$ - Nocturnal
- 2018 : Drake – Scary Hours
- 2018 : Baka Not Nice – 4Milli
- 2019 : Baka Not Nice – no long talk.
- 2019 : Drake – The Best In The World Pack